# Sid Meier
Sid Meier (Sarnia, Ontario, 24 de fevereiro de 1954) é um programador e designer canadense de alguns dos considerados maiores sucessos e mais aclamados jogos de computador de todos os tempos. Meier ganhou vários prêmios por sua contribuição à indústria de jogos de computador e pelos títulos que tiveram um grande sucesso comercial. Meier é considerado um dos lendários gigantes da indústria de jogos para computador até hoje.
Em 1999, Meier tornou-se a segunda pessoa a ser incluído no Hall da Fama da Academia de Artes e Ciências Interativas. O primeiro a ser adicionado foi Shigeru Miyamoto da Nintendo.
Sid Meier fundou a MicroProse junto de Bill Stealey em 1982. A MicroProse é a empresa na qual Meier desenvolveu a série de jogos pela qual é mais conhecido, Civilization. Meier deixou a MicroProse e em 1996 fundou a Firaxis Games junto com o executivo de jogos veterano Jeff Briggs.
Sid Meier é casado com Susan Meier e tem um filho: Ryan Meier. Atualmente mora em Hunt Valley, no estado norte-americano de Maryland.

## Ludografia
Os jogos desenvolvidos, co-desenvolvidos e/ou produzidos por Sid Meier:
| Lançamento | Jogo                                      |
| ---------- | ----------------------------------------- |
| 1981       | Bank Game I                               |
| 1981       | Bank Game II                              |
| 1981       | Faux Space Invaders                       |
| 1981       | Faux Pac-Man                              |
| 1982       | Formula 1 Racing                          |
| 1982       | Hellcat Ace                               |
| 1982       | Chopper Rescue                            |
| 1982       | Spitfire Ace                              |
| 1982       | Floyd of the Jungle                       |
| 1983       | NATO Commander                            |
| 1983       | Wingman                                   |
| 1983       | Floyd of the Jungle II                    |
| 1983       | Solo Flight                               |
| 1984       | Air Rescue I                              |
| 1984       | F-15 Strike Eagle                         |
| 1985       | Silent Service                            |
| 1985       | Crusade in Europe                         |
| 1985       | Decision in the Desert                    |
| 1986       | Conflict in Vietnam                       |
| 1986       | Gunship                                   |
| 1987       | Sid Meier's Pirates!                      |
| 1988       | Red Storm Rising                          |
| 1988       | F-19 Stealth Fighter                      |
| 1989       | F-15 Strike Eagle II                      |
| 1990       | Covert Action                             |
| 1990       | Sid Meier's Railroad Tycoon               |
| 1991       | Sid Meier's Civilization                  |
| 1993       | Pirates! Gold                             |
| 1994       | Sid Meier's Colonization                  |
| 1994       | C.P.U. Bach                               |
| 1995       | Sid Meier's CivNet                        |
| 1996       | Sid Meier's Civilization II               |
| 1997       | Magic: The Gathering                      |
| 1997       | Sid Meier's Gettysburg!                   |
| 1999       | Sid Meier's Alpha Centauri                |
| 1999       | Sid Meier's Antietam!                     |
| 2001       | Sid Meier's Civilization III              |
| 2002       | Sid Meier's SimGolf                       |
| 2004       | Sid Meier's Pirates!                      |
| 2005       | Sid Meier's Civilization IV               |
| 2006       | Sid Meier's Railroads!                    |
| 2008       | Sid Meier's Civilization Revolution       |
| 2008       | Sid Meier's Pirates! Mobile               |
| 2008       | Sid Meier's Railroad Tycoon Mobile        |
| 2008       | Sid Meier's Civilization IV: Colonization |
| 2010       | Sid Meier's Civilization V                |
| 2011       | Sid Meier's CivWorld                      |
| 2013       | Sid Meier's Ace Patrol                    |
| 2013       | Sid Meier's Ace Patrol: Pacific Skies     |
| 2014       | Sid Meier's Civilization Revolution 2     |
| 2014       | Sid Meier's Civilization: Beyond Earth    |
| 2015       | Sid Meier's Starships                     |
| 2016       | Sid Meier's Civilization VI               |